# Lipič
Lipič je priimek več znanih Slovencev:

## Znani nosilci priimka
- Drago Lipič, geodet, direktor LUZ
- Karel Lipič, gozdar, ekolog
- Ladislav Lipič (*1951), generalmajor SV, veteran vojne za Slovenijo
- Martin Lipič (17. stoletje, plemič), uradnik, namestnik velikega župana Zalske in Šomodske županije
- Fran Viljem Lipič/Lipić/Lippich (1799 - 1845), zdravnik internist in publicist (borec proti alkoholizmu)
- Nikolaj Ignacij Lipič (1746 - 1817), pravnik, sodnik, pobudnik ustanovitve gimnazije v Celju
- Terezija Lipič (1810 - ok. 1866), slikarka